# Enderleinellus
Enderleinellus är ett släkte av insekter. Enderleinellus ingår i familjen ekorrlöss.

## Dottertaxa tillEnderleinellus, i alfabetisk ordning[1]
- Enderleinellus arizonensis
- Enderleinellus blagoveshtchenskyi
- Enderleinellus brasiliensis
- Enderleinellus corrugatus
- Enderleinellus deppei
- Enderleinellus disparilis
- Enderleinellus dolichocephalus
- Enderleinellus dremomydis
- Enderleinellus euxeri
- Enderleinellus extremus
- Enderleinellus ferrisi
- Enderleinellus gambiani
- Enderleinellus heliosciuri
- Enderleinellus hondurensis
- Enderleinellus insularis
- Enderleinellus kaibabensis
- Enderleinellus kelloggi
- Enderleinellus krochinae
- Enderleinellus kumadai
- Enderleinellus larisci
- Enderleinellus longiceps
- Enderleinellus malaysianus
- Enderleinellus marmotae
- Enderleinellus menetensis
- Enderleinellus mexicanus
- Enderleinellus microsciuri
- Enderleinellus nannosciuri
- Enderleinellus nayaritensis
- Enderleinellus nishimarui
- Enderleinellus nitzschi
- Enderleinellus oculatus
- Enderleinellus osborni
- Enderleinellus paralongiceps
- Enderleinellus platyspicatus
- Enderleinellus pratti
- Enderleinellus propinquus
- Enderleinellus puvensis
- Enderleinellus replicates
- Enderleinellus sciurotamiasis
- Enderleinellus suturalis
- Enderleinellus tamiasciuri
- Enderleinellus tamiasis
- Enderleinellus urosciuri
- Enderleinellus venezuelae
- Enderleinellus zonatus